# Robin Sterner
Robin Sterner, född 1 juli 1990 i Helsingborg, är en svensk ishockeyspelare som spelade säsongen 2018/2019 för Kristianstads IK. Han har tidigare spelat i bland annat Färjestad BK, Timrå IK, Rögle BK och Lørenskog IK och Odense Bulldogs.
Han är barnbarn till landslagsspelaren Ulf Sterner.